# Pseudindalmus rufonotatus
Pseudindalmus rufonotatus es una especie de coleóptero de la familia Endomychidae.

## Distribución geográfica
Habita en Indochina.